# リキッド・スネーク
- メタルギアシリーズ > メタルギアシリーズの登場人物 > リキッド・スネーク

リキッド・スネーク（Liquid Snake、1972年 - 2005年）は、コナミ（現、コナミデジタルエンタテインメント）のアクションゲーム、メタルギアシリーズに登場する架空の人物。ソリッド・スネークの「兄弟」であり、彼とは深い因縁に結ばれたライバル同士でもある。
日本語版の声優は銀河万丈、『メタルギアソリッドV ファントムペイン』での少年期は本城雄太郎。英語版はカム・クラークが担当している。

## 人物
身長183cm。IQ180。アメリカ出身だが、生後まもなくイギリスへ渡ったためイギリス国籍となっている。2005年のシャドーモセス島事件におけるソリッド・スネークに課された任務の依頼を引き受けるまでの顔と体格はソリッド・スネークと瓜二つだが、肌の色はソリッドよりやや浅黒い。長髪で左耳にピアスをつけ、首にはドッグタグを下げている。左肩には剣に蛇が絡みついたデザインの刺青を入れている。若干イギリス訛りがある英語を母語とする。スペイン語・フランス語・マレー語など7か国語に堪能。特にアラビア語は完璧に扱える。
本名はイーライ。ファミリーネームは不明。他のFOXHOUND隊員とは異なり、コードネームの下の「スネーク」ではなく「リキッド」と呼ばれる。また、ソリッド・スネークの事は「ソリッド」ではなく「スネーク」と呼んでいる。
1972年、恐るべき子供達計画でビッグ・ボスのクローンとしてビッグ・ボスの遺伝学上の息子として誕生。優性遺伝子のみを受け継いだ個体だが、オリジナルであるビッグ・ボスを倒したのがソリッド・スネークだったため、ソリッドこそがオリジナルを超える存在で、自分は劣性部分の遺伝子を受け継がされたと思い込んでいた。
しかし実際は逆であり、優性部分を受け継いでいたのはリキッドの方だったが、これを彼は生涯知ることは無かった。
これらの出生から自身のオリジナルであり父にあたるビッグ・ボスのことを激しく憎んでおり、彼への復讐を果たし彼を超えることを人生の目的としている。また、（先述の通りリキッドの思い込みではあるが）自身を犠牲にして優性遺伝子を受け継いで生まれたにもかかわらず自身の出生のことは何も知らずに育ち、自分より先にビッグ・ボスを倒して「伝説の英雄」と呼ばれた兄弟のソリッド・スネークのことも激しく憎悪している。
十代で湾岸戦争に従軍し、SISの長期潜入工作員として中東に潜伏した。その後イラクで捕虜となり、消息を絶つ。1994年、アメリカ軍に保護され、そのままアメリカへ渡る。ザンジバーランド騒乱の翌年にあたる2000年にハイテク特殊部隊FOXHOUNDに入隊し、その戦闘能力を買われてソリッド・スネーク除隊後の中心人物となり、実戦部隊リーダーの地位に就いた。
重武装ヘリのハインドDで米軍のF16戦闘機2機を撃墜する、ローターで切断されるリスクを顧みずにハインドからパラシュートで脱出し無事成功する、本人が「落ちたらひとたまりもない」と言っていたメタルギアREXの頭上から転落しても戦闘を継続できる等の超人的な身体能力、戦闘技術とそれを支える凄まじい執念の持ち主で、この点についてはオセロットを含めたFOXHOUNDのメンバー全員から高く評価され畏怖されている。近接格闘術もスネークに匹敵するほどで、作中でもこれらの能力を駆使して幾度となくスネークを窮地に追いやった。

## 来歴・関わった事件

### THE PHANTOM PAIN
- 『メタルギアソリッドV ファントムペイン』（2015年発売）

1984年。本名はイーライ。少年兵として登場。自らをホワイトマンバと名乗る。「液体人間」と漢字がプリントされたノースリーブのジャケットを羽織っている。液体＝英語でリキッドである。突如アフリカのアンゴラのある村に現れ、少年兵を統率して略奪行為を行った。ヴェノム・スネークに敗れ、他の少年兵と共にマザーベースに保護される。高い戦闘能力を持ち、父親であるビッグ・ボスに執着した行動を取る。イーライと呼ばれることを嫌い、最後までダイアモンドドッグズに馴染まなかった。第三の子供(サイコ・マンティス)の協力を得て少年兵と共に武装蜂起し、ヒューイの協力で修復したサヘラントロプスを奪って姿を晦ます。
幻のエピソード51「蝿の王国」にて、中部アフリカの塩湖に浮かぶ島に英語株の声帯虫を撒き、大人のいない子供だけの国である「蝿の王国」を築く。しかしマザーベースにいた頃から声変わりの兆しがあり、本人にも声帯虫の発症の危険性が迫っていた事もあって、ヴェノムは彼を含む子供の保護、そしてサヘラントロプス奪還を目的として島へ潜入。島では玉座のようにサヘラントロプスのコクピットに座っていたが、自身の声帯虫の発症を悟ってか防護服とマスクを纏っていた。そこにXOFの部隊も潜入しており、ダイアモンドドッグズ・XOF・イーライが乗るサヘラントロプスとの全面戦争が勃発する。
最終的にヴェノムの手によってサヘラントロプスは大破、イーライはXOFに始末されようとしていた。ヴェノムはそれを阻止しようとしたが自身の角によって色覚に異常をきたし、赤の色彩が抜け落ちてしまったため白の防護服を着たXOFと赤の防護服を着たイーライを誤認して撃ってしまう。防弾チョッキを着ていた為に命は助かったものの、既に声帯虫の発症が始まっていた。ダイアモンドドッグズはイーライは手遅れだとして他の子供達だけ回収し、英語株の声帯虫を島ごと焼き払うべく撤退。ヴェノムは全てを憎むイーライに対して自分だけを憎むように言い、銃をその場に置いて立ち去る。イーライはその銃を一度ヴェノムに向けるものの撃てず、自身の頭に銃口を向け自殺しようとするが、第三の子供によって喉の声帯虫を取り除かれたことで思い直し、第三の子供と共に島を脱出し何処かへと姿を消した。

### シャドー・モセス島事件
- 『メタルギアソリッド』（1998年発売）

2005年。アラスカの孤島、シャドー・モセス島にある核兵器廃棄所をハイテク特殊部隊FOXHOUNDと次世代特殊部隊を率いて占拠。メタルギアREXを奪取し、米国政府にビッグ・ボスの遺体の引渡しを要求し、従わない場合は核を発射すると脅迫した。
ソリッド・スネークとはハインドDを用いるなどして直接の死闘を繰り広げていた。その一方で、部下のリボルバー・オセロットがDARPA局長のドナルド・アンダーソンを拷問の最中に殺害し核発射コードを入力できなくなったため、マクドネル・ミラーをアラスカにある彼の自宅で暗殺し、彼に成りすましてスネーク自身にベイカー社長のPALキーの秘密を解かせて核発射コードを入力させる為に無線で誘導していた。
ハインドDでの戦闘でスネークに撃墜された際は上記の通りローターに切断される危険性を顧みずにパラシュートで脱出して生き延びている。
その後はメタルギアREXと新型核弾頭を交渉材料にオセロットの元上官である元ソ連のGRU司令官のセルゲイ・ゴルルコビッチ大佐と彼の部隊と合流しようとするが、彼らのロシア再建という目的には興味はなく、彼らと合流後はそのままシャドー・モセスにとどまることをオセロットに明かした。その目的は亡きビッグ・ボスの意志をあえて継いでそれを実現することであり、それによってビッグ・ボスを超えて彼への復讐を果たすことであった（ビッグ・ボス本人を倒すという目的はこの時点でソリッド・スネークに奪われていた為）。その為にシャドー・モセス島を新たな「アウターヘブン」とすることを宣言する。
復讐の第一段階として、核発射コードを思惑通り入力したソリッド・スネークをメタルギアREXに搭乗して今度こそ倒そうとするも、グレイ・フォックスの妨害もあってメタルギアREXは破壊されてしまう。その後はREXの頭上でスネークと直接最後の決戦に挑むも、敗れて転落していった。それでも生き延びてジープでスネークを追跡した上に追突し、横転したジープから這い出して動けなくなっているスネークに負傷しながらもトドメを刺そうとするが、最後はFOXDIEが発動したことで死亡した。
リキッドがミラーに成り済ましているのは終盤で明かされ、それまでは誰も気づいていないが、スネークがミラーに言った覚えのない「スネークに日本人の血が流れている」という事実に基づいた発言をし、スネークがこれに違和感を覚えるなど伏線自体は存在する。

### マンハッタン沖タンカー沈没事件（タンカー編）、ビッグ・シェル占拠事件（プラント編）
- 『メタルギアソリッド2』（2001年発売）

2007年8月8日、2009年4月29日。シャドー・モセス島事件の際に片腕を失ったオセロットがリキッドの腕を移植しており、ソリッド・スネークがオセロットに近づくと、腕に宿ったリキッドの意識が覚醒してオセロットの身体を乗っ取ろうとする演出があった。腕以外の遺体はある研究機関が保存していたが、オタコンの手により、タンカー編で死亡したとされたソリッド・スネークの墓に身代わりとして埋葬されている。
終盤でオセロットの肉体を支配したかのような言動とソリダス・スネークに対して自分こそが新たなビッグ・ボスだと語っている。メタルギアRAYを奪い、マンハッタンの海へと消えた。

### ガンズ・オブ・ザ・パトリオット事件
- 『メタルギアソリッド4』（2008年発売）

2014年。オセロットの肉体を完全に支配したとされ、民間軍事会社OUTER HEAVENの設立や愛国者達への反抗を画策する「リキッド・オセロット」と名乗って活動していたが、これはオセロット自身が「愛国者達」に抗するためにナノマシンや催眠暗示などで作り上げた架空の人格である事が明かされた。『MGS4』でオセロットに現れたリキッドの人格は本人と直接的な関係は無く、リキッドはシャドー・モセス島事件の時点で死亡していた。オセロットに移植された彼の右腕は、本作では機械式の義手に置き換えられている。リキッドの遺体は保存されており、ビッグ・ボスを復活させる際に一部が利用された。
今作のリキッド・オセロットの声は、日本版ではオセロット役の戸谷公次が逝去したこともあり、ほぼ全編でリキッド役の銀河万丈が担当している。対して海外版では前作からのオセロットの声を担当していたパトリック・ジマーマンが出演しており、前作までのリキッドの声を担当していたカム・クラークは今作ではフラッシュバックのみの出演となっている。